# 静岡県の資格者配置路線
静岡県の資格者配置路線（しずおかけんのしかくしゃはいちろせん）とは、交通誘導警備業務に関し、道路又は交通の状況により、静岡県公安委員会が道路における危険を防止するため必要と認める路線である。当該路線で交通誘導警備業務を実施するにあたっては、交通誘導警備業務を実施する場所ごとに、交通誘導警備業務1級検定又は2級検定の合格証明書の交付を受けた警備員を1名以上配置しなければならない。

## 告示・施行
- 2021年4月1日：施行
- 2007年5月1日：告示　　静岡県公安委員会告示第40号
- 2007年11月1日：施行
- 2015年3月13日：告示　静岡県公安委員会告示第27号
- 2016年1月1日：施行

## 路線一覧
|    | 路線名                       | 区間         |
| -- | ---------------------------- | ------------ |
| 1  | 国道1号                      | 静岡県内全域 |
| 2  | 国道135号                    | 静岡県内全域 |
| 3  | 国道136号                    | 静岡県内全域 |
| 4  | 国道139号                    | 静岡県内全域 |
| ５ | 国道150号                    | 静岡県内全域 |
| 6  | 国道152号                    | 静岡県内全域 |
| 7  | 国道246号                    | 静岡県内全域 |
| 8  | 国道257号                    | 静岡県内全域 |
| 9  | 国道362号                    | 静岡県内全域 |
| 10 | 国道414号                    | 静岡県内全域 |
| 11 | 静岡県道22号三島富士線       | 静岡県内全域 |
| 12 | 静岡県道24号富士裾野線       | 静岡県内全域 |
| 13 | 静岡県道27号井川湖御幸線     | 静岡県内全域 |
| 14 | 静岡県道34号島田吉田線       | 静岡県内全域 |
| 15 | 静岡県道37号掛川浜岡線       | 静岡県内全域 |
| 16 | 静岡県道45号天竜浜松線       | 静岡県内全域 |
| 17 | 静岡県道61号浜北袋井線       | 静岡県内全域 |
| 18 | 静岡県道62号浜松雄踏線       | 静岡県内全域 |
| 19 | 静岡県道65号浜松環状線       | 静岡県内全域 |
| 20 | 静岡県道67号静岡清水線       | 静岡県内全域 |
| 21 | 静岡県道74号山脇大谷線       | 静岡県内全域 |
| 22 | 静岡県道76号富士富士宮由比線 | 静岡県内全域 |
| 23 | 静岡県道163号東柏原沼津線    | 静岡県内全域 |
| 24 | 静岡県道261号磐田細江線      | 静岡県内全域 |
| 25 | 静岡県道354号静岡環状線      | 静岡県内全域 |
| 26 | 静岡県道380号富士清水線      | 静岡県内全域 |
| 27 | 静岡県道381号島田岡部線      | 静岡県内全域 |
| 28 | 静岡県道394号沼津小山線      | 静岡県内全域 |
| 29 | 静岡県道396号富士由比線      | 静岡県内全域 |
| 30 | 静岡県道407号静岡草薙清水線  | 静岡県内全域 |
| 31 | 静岡県道413号磐田袋井線      | 静岡県内全域 |
| 32 | 静岡県道414号富士富士宮線    | 静岡県内全域 |